# Плинер, Израиль Израилевич
Изра́иль Изра́илевич Пли́нер (1896 — 23 февраля 1939) —  руководящий сотрудник органов госбезопасности СССР, дивизионный интендант (1936), Начальник ГУЛАГ НКВД (1937—1938). Расстрелян в 1939 году, реабилитирован посмертно.

## Биография
Родился в местечке Поставы Виленской губернии в еврейской семье приказчика. Окончил 2 класса училища. Работал на пивоварне, кондуктором на железной дороге, рыбачил на промысле. В 1919 году вступил в РККА, в 1922 году — ВКП(б). С 1922 года на партийной и хозяйственной работе. В 1924 году окончил Военно-хозяйственную академию РККА.
В 1926 году был назначен начальником снабжения дивизии ОСНАЗ при Коллегии в ОГПУ СССР, затем стал помощником начальника Управления войск ОГПУ Московской области по снабжению. С 1933 года — помощник, с 1935 — заместитель начальника ГУЛАГа НКВД СССР Л. И. Когана. С октября 1936 года, помимо этого, начальник Переселенческого отдела НКВД СССР.
С апреля 1937 года — председатель аттестационной комиссии ГУЛАГа. 
С 21 августа 1937 года начальник ГУЛАГа НКВД СССР. При вступлении на должность поставил своей главной целью «выявление контрреволюционного элемента в системе лагерей».
Как начальник Переселенческого отдела НКВД СССР руководитель депортации корейцев на Дальнем Востоке в 1937 году.
С 21 августа 1937 года начальник ГУЛАГа НКВД СССР.
После прихода на пост 1-го заместителя главы НКВД Л. П. Берии, в НКВД начались чистки.
14 ноября 1938 года Плинер, как ежовский выдвиженец, был уволен из органов НКВД и арестован.
Внесён в список Л. Берии-А.Вышинского от 15 февраля 1939 года по 1-й категории. Приговорён к ВМН ВКВС СССР 22 февраля 1939 года по ст. 58-1 «б» (''«измена Родине, совершенная военнослужащим»''), и ст.58-11 (''«участие в антисоветском к.-р. заговоре в органах НКВД»''). 23 февраля 1939 года расстрелян по приговору Военной коллегии Верховного суда СССР вместе с группой руководящих сотрудников НКВД СССР, в т.ч. коллегами Плинера по работе в центральном аппарате ГУГБ НКВД СССР (Н. М. Быстрых, Б. Д. Берман, Я. М. Вейншток, В. С. Агас, С. Г. Гендин, С. Г. Волынский, М. А. Листенгурт, С. Б. Балаян и др.). Место захоронения — могила невостребованных прахов №1 крематория Донского кладбища.
Реабилитирован посмертно 27 октября 1956 года ВКВС СССР.

## Адреса в Москве
Большой Комсомольский переулок, дом 5, кв. 12.

## Воинские чины и звания
- Дивинтендант — 08.04.1936[4]

## Награды
- Орден Ленина (14.07.1937)
- знак «Почётный работник ВЧК—ГПУ (XV)» (26.05.1933)